# Joachim Zschocke
Joachim Zschocke (* 11. August 1928 in Essen; † 27. Januar 2003 in Dresden) war ein deutscher Schauspieler. Als Charakterdarsteller übernahm er verschiedenste Rollen in Film, Fernsehen und Theater.

## Leben

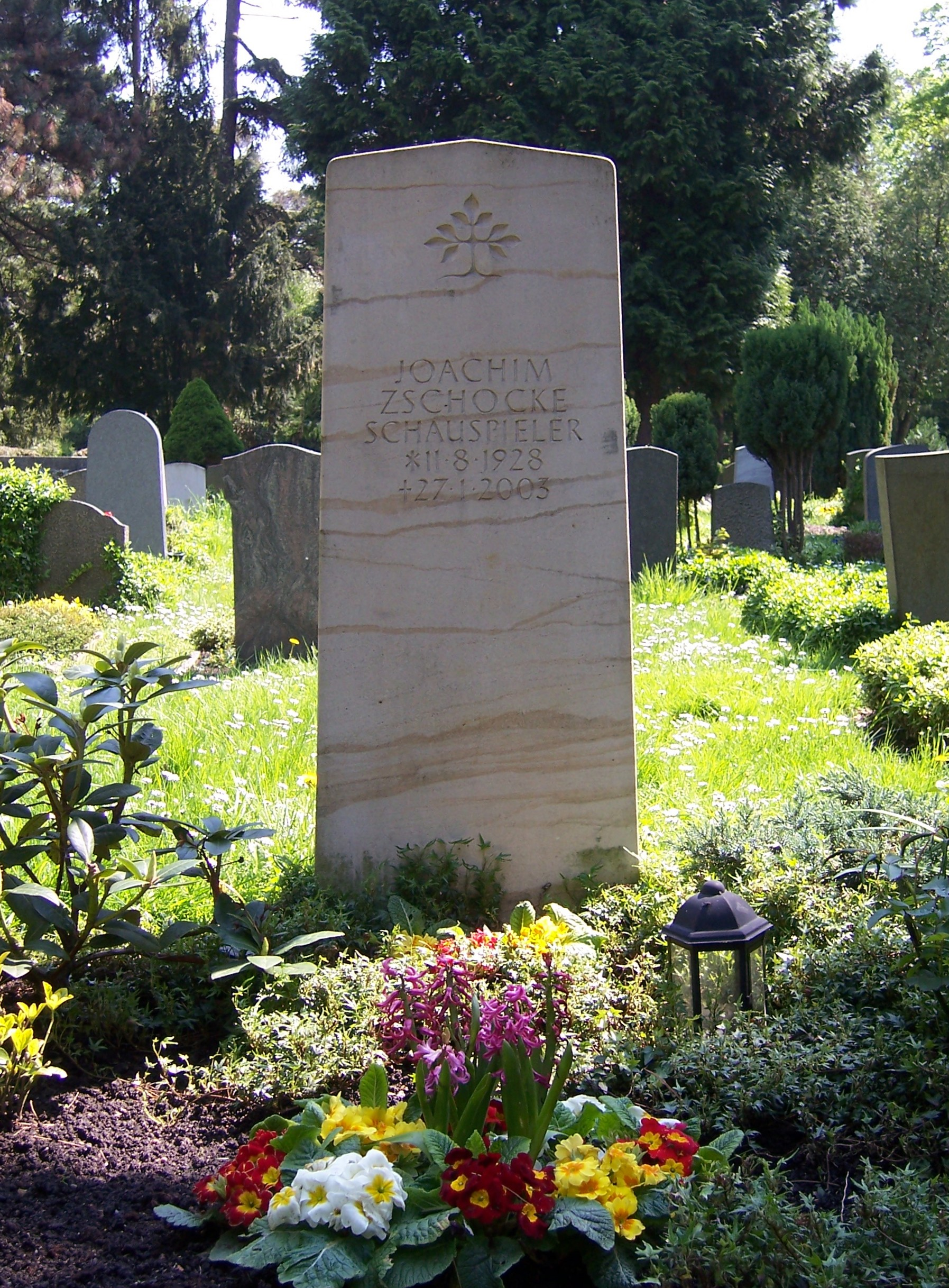
Joachim Zschockes Grab auf dem Striesener Friedhof

Am Staatstheater Dresden, an dem er seit 1963 engagiert war, spielte er zahlreiche Rollen wie Richard III., Tartuffe oder Othello. Auch als Thoas in Iphigenie auf Tauris reiste er erfolgreich durch Deutschland. Seine letzte Bühnenrolle war in dem Stück Die Feuerzangenbowle an der Seite von Herbert Köfer in der Komödie Dresden.
Mehrmals spielte er in der Krimi-Reihe Polizeiruf 110 mit, als Täter sowie auch als Chef der Mordkommission. Aber auch in Kinderserien, wie 1988 in Spuk von draußen, wo er den Bürgermeister Fuchs spielte, oder Kinderfilmen, wie Der blaue Helm (1979) oder Der Drache Daniel (1989) war er zu sehen. Er wirkte als Schauspieler vor der Kamera in mehr als 40 Film-und-Fernsehproduktionen mit, darunter in Filmen des Deutschen Fernsehfunks und in DEFA-Spielfilmproduktionen.
Zschocke arbeitete auch als Synchronsprecher für Film, Fernsehen und Hörspiele, wie z. B. als Dr. Margulies in Almanach oder Ein Märchen aus dem Randgebiet (1978), das den Autorenpreis der Kritiker (DDR) erhielt.
Im Jahr 1995 wurde Joachim Zschocke der Kunstpreis der Landeshauptstadt Dresden verliehen.
Ende der 1990er-Jahre musste Zschocke als Schauspieler krankheitsbedingt aufhören. Zschocke starb im Januar 2003 im Alter von 74 Jahren an seinem langjährigen Wohnort Dresden. Er wurde auf dem Striesener Friedhof beigesetzt.

## Theater
- 1968: Jurij Brězan: Mannesjahre (Hanusch) – Regie: Hans Dieter Mäde/Helfried Schöbel (Staatstheater Dresden)
- 1968: Horst Kleineidam: Von Riesen und Menschen (Großvater Barhaupt) – Regie:Hans Dieter Mäde (Staatstheater Dresden)
- 1970: William Shakespeare: Othello  (Othello) – Regie: Hans Dieter Mäde (Staatstheater Dresden)

## Filmografie (Auswahl)
- 1959: Donna Diana (Fernsehinszenierung)
- 1960: Silvesterpunsch
- 1960: Die Stärkeren (Fernsehinszenierung)
- 1962: Das zweite Gleis
- 1962: Geboren unter schwarzen Himmeln (TV-Fünfteiler)
- 1962: Hier unter dem Himmel (Fernsehinszenierung)
- 1963: Die drei gerechten Kammmacher (TV)
- 1963: Die Fontäne (TV)
- 1964: Fortsetzung morgen (TV)
- 1964: Der Moralapostel (TV)
- 1964: König Richard III. (Fernsehinszenierung)
- 1964: Das Fähnelein der sieben Aufrechten (Fernsehinszenierung)
- 1965: Conrad Ekhof (TV)
- 1965: Grand zu dritt (TV)
- 1965: Gegensätzliche Leidenschaften (Fernsehinszenierung)
- 1965: Wölfe und Schafe (Fernsehinszenierung)
- 1966: Dr. Schlüter (TV-Fünfteiler)
- 1966: Damen und Husaren (Fernsehinszenierung)
- 1966: Der schwarze Schwan (Fernsehinszenierung)
- 1966: Ambrosio tötet die Zeit (Fernsehinszenierung)
- 1966: Der Findling (TV-Vierteiler)
- 1968: Rote Bergsteiger (TV-Dreizehnteiler)
- 1968: Der Geizige (Fernsehinszenierung)
- 1968: Der Streit um den Sergeanten Grischa
- 1969: Jungfer, Sie gefällt mir
- 1970: Die Nächte des Zorns (Fernsehinszenierung)
- 1970: Vor Sonnenaufgang (Fernsehinszenierung)
- 1971: Salut Germain (TV-Dreizehnteiler)
- 1971: Romanze für einen Wochentag (TV)
- 1972: Nicht schummeln, Liebling!
- 1972: Schwarzer Zwieback
- 1973: Jim Owens wunderbares Weihnachten oder Ein verhinderter Franziskus (TV)
- 1973: Eva und Adam (TV-Vierteiler)
- 1975: Die Lachtaube (Fernsehinszenierung)
- 1979: Die Gänsehirtin am Brunnen (TV)
- 1979: Der blaue Helm (TV)
- 1979: Nathan der Weise (Fernsehinszenierung)
- 1980: Emilia Galotti (Fernsehinszenierung)
- 1981: Zahl bar, wenn du kannst (TV)
- 1982: Der Bürge (TV)
- 1983: Johann Sebastian Bach (TV-Vierteiler)
- 1984: Das Puppenheim in Pinnow (Fernsehfilm)
- 1985: Mein lieber Onkel Hans (TV)
- 1986: Die Herausforderung (TV)
- 1987: Spuk von draußen
- 1987: Der Staatsanwalt hat das Wort: Ich werde dich nie verraten (TV)
- 1988: Die Bremer Stadtmusikanten
- 1988: Der Staatsanwalt hat das Wort: Da mache ich nicht mit (TV)
- 1990: Der Drache Daniel
- 1989: Polizeiruf 110: Trio zu viert (TV-Reihe)
- 1990: Flugstaffel Meinecke (Miniserie)
- 1990: Polizeiruf 110: Tödliche Träume (TV-Reihe)
- 1990: Polizeiruf 110: Allianz für Knete (TV-Reihe)
- 1990: Der Staatsanwalt hat das Wort: Blonder Tiger – schwarzer Tango (TV)
- 1993: Polizeiruf 110: und tot bist du (TV-Reihe)
- 1993: Ein Mann am Zug (Fernsehserie, 1 Folge)
- 1994: Elbflorenz (TV-Serie, 2 Folgen)
- 1994: Polizeiruf 110: Arme Schweine (TV-Reihe)
- 1995: Polizeiruf 110: Bruder Lustig (TV-Reihe)
- 1995: Polizeiruf 110: Grawes letzter Fall (TV-Reihe)

## Hörspiele
- 1967: Maxim Gorki: Feinde (Ssinzow) – Regie: Hans Dieter Mäde (Theater – Litera)